# Glavska
Glavska je naseljeno mjesto u općini Ravno, Federacija Bosne i Hercegovine, BiH.

## Povijest
Do potpisivanja Daytonskog mirovnog sporazuma bilo je u sastavu tadašnje općine Trebinje koja je ušla u sastav Republike Srpske.

## Stanovništvo

### 1991.
Nacionalni sastav stanovništva 1991. godine, bio je sljedeći:
ukupno: 44
- Srbi - 44

### 2013.
Nacionalni sastav stanovništva 2013. godine, bio je sljedeći:
ukupno: 11
- Srbi - 10
- ostali, nepoznati i neopredijeljeni - 1

## Zanimljivosti
U Glavskoj se nalazila jedna od postaja na željezničkoj pruzi Gabela – Zelenika. Postojala je stanična zgrada na kat, dva kolosijeka te treći slijepi. Glavska je najviša točka na ovoj pruzi.